# Vällen, Uppland
Vällen är en sjö i Uppsala kommun och Östhammars kommun i Uppland och ingår i Skeboåns huvudavrinningsområde. Sjön är 5 meter djup, har en yta på 8,85 kvadratkilometer och befinner sig 13 meter över havet. Vid provfiske har en stor mängd fiskarter fångats, bland annat abborre, björkna, braxen och gers.

## Delavrinningsområde
Vällen ingår i det delavrinningsområde (666019-164117) som SMHI kallar för Utloppet av Vällen. Medelhöjden är 21 meter över havet och ytan är 76,62 kvadratkilometer. Räknas de 3 avrinningsområdena uppströms in blir den ackumulerade arean 125,5 kvadratkilometer. Avrinningsområdets utflöde Skeboån (Framån) mynnar i havet. Avrinningsområdet består mestadels av skog (83 procent). Avrinningsområdet har 9,29 kvadratkilometer vattenytor vilket ger det en sjöprocent på 12,1 procent.

## Fisk
Vid provfiske har följande fisk fångats i sjön:
- Abborre
- Björkna
- Braxen
- Gärs
- Gädda
- Gös
- Löja
- Mört
- Ruda
- Sarv
- Sutare